# Acraea vitrea
Acraea vitrea är en fjärilsart som beskrevs av Eltringham 1912. Acraea vitrea ingår i släktet Acraea och familjen praktfjärilar. Inga underarter finns listade i Catalogue of Life.